# 록샌 기노
록샌 기노(Roxanne Guinoo, 1986년 2월 14일 ~ )는 필리핀의 배우이다.